# Арутюнов, Борис Ашотович
Борис Ашотович Арутюнов (1933, Баку — 18[уточнить] октября 2021, Москва) — российский учёный, член Научного совета РАН по химической технологии, доктор технических наук.

## Биография
Родился в 1933 году в Баку. В 1957 году окончил Азербайджанский институт нефти и газа по специальности «Машины и аппараты нефтеперерабатывающих заводов». 
В 1958 году работал старшим инженером Московского института химического машиностроения. В 1959 году поступил в аспирантуру МИХМа. В 1965 году защитил кандидатскую диссертацию на тему «Исследование теплофизических коэффициентов полимерных материалов». С 1963 года ассистент кафедры «Термодинамика и теплопередача» МИХМа, а с 1967 по 1985 год доцент той же кафедры. В 1981 году защитил докторскую диссертацию на тему «Исследование теплофизических характеристик полимеров, построение обобщённых зависимостей и их использование в тепловых расчётах процессов производства и переработки полимеров». 
В 1985 году был избран по конкурсу на должность профессора кафедры «Промышленной теплотехники»  МИТХТ им. М. В. Ломоносова. 
Некоторое время преподавал в Алжирском национальном институте нефти и газа. 
Были изданы 6 его учебных пособий на французском языке. Занимался научной деятельностью в сфере теоретических и экспериментальных исследований термодинамических и переносных свойств полимерных материалов, органических и неорганических веществ, а также разработкой методов их расчёта. Автор более 200 научных и методических работ, среди них 5 изобретений. Член диссертационного совета МИТХТ им. М. В. Ломоносова, член организационного комитета международной теплофизической школы. Член Совета РАН по теоретическим основам химической технологии. 
В 1989 году был отмечен грамотой Министерства Высшего образования РСФСР за работу в научно-методическом совете по работе с иностранными учащимися и сотрудничеству с зарубежными вузами, награждён медалью к 850-летию г. Москвы. 
Умер 18 октября 2021 года.

## Научные труды
- Изданы на французском языке курсы лекций «Теплопередача», «Дифференциальные соотношения термодинамики и их применение».
- Сборник задач по теплопередаче, термодинамике, газодинамике.
- Математические пособия «Методы расчёта вязкости и теплопроводности жидкостей и газов», «Методы расчёта термодинамических свойств жидкостей и газов», задачник «Тепловые процессы», электронное учебно-методическое пособие «Теплофизические свойства веществ и материалов».